# Тривијална топологија
Тривијална или антидискретна топологија за произвољан скуп X је колекција {\displaystyle \tau } = {{\displaystyle \emptyset }, } која се састоји од само два обавезна подскупа који морају да је чине по дефиницији, од празног и целог скупа.
Тривијалан или антидискретан тополошки простор је уређени пар (X, {\displaystyle \tau }) = (, {{\displaystyle \emptyset }, }).